# Vision de saint Jérôme
 (mars 2022).
Si vous disposez d'ouvrages ou d'articles de référence ou si vous connaissez des sites web de qualité traitant du thème abordé ici, merci de compléter l'article en donnant les références utiles à sa vérifiabilité et en les liant à la section « Notes et références ».
La Vision de Saint Jérôme est une peinture à l' huile sur bois (343x149 cm) de Parmigianino, réalisée pour l’église San Salvatore in Lauro de Rome, datée de 1526 - 1527 et aujourd’hui conservée à la National Gallery de Londres .

## Histoire

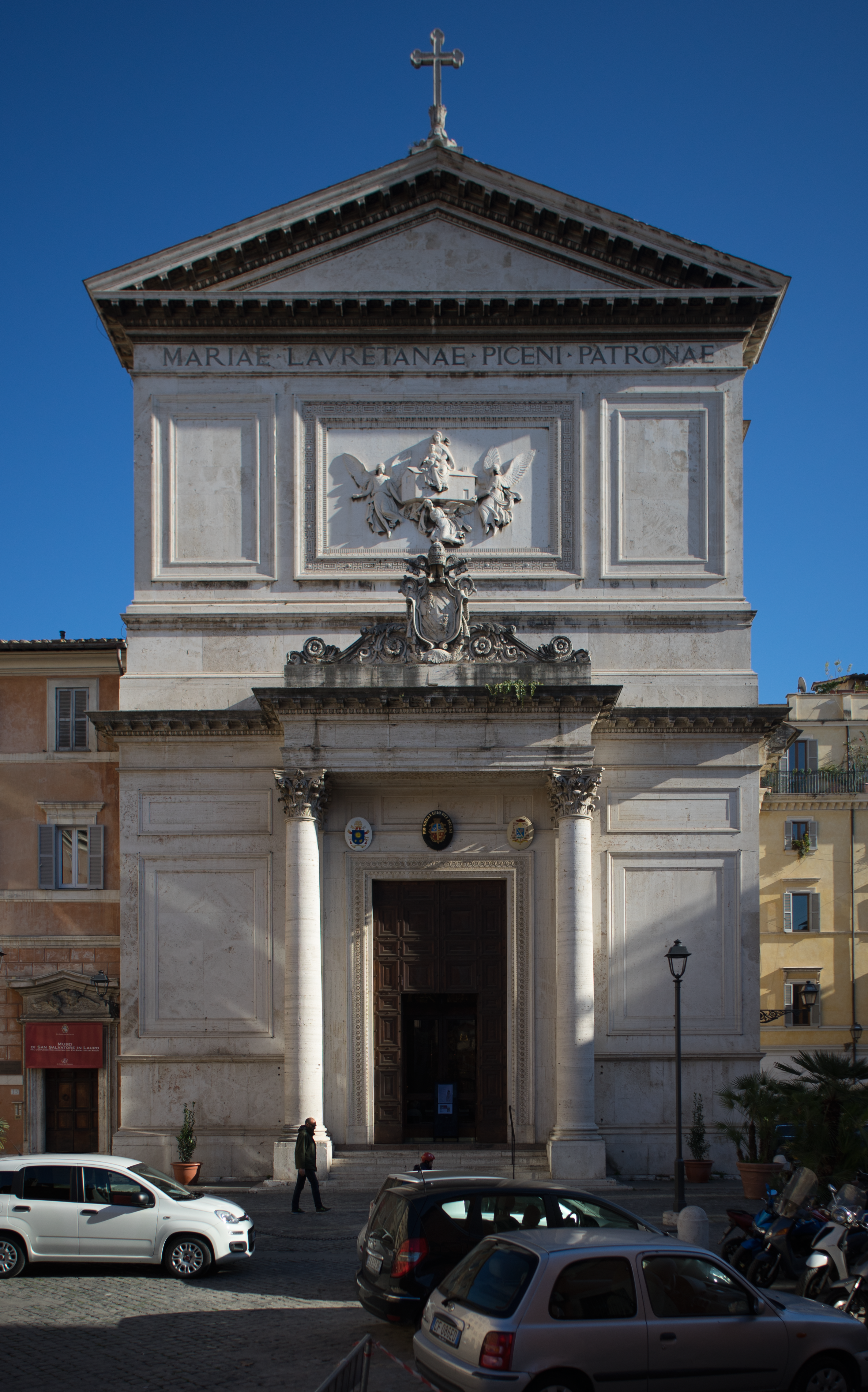
Église San Salvatore in Lauro à Rome

L'œuvre fut commanditée à Rome, le 3 janvier 1526, par Maria Bufalini, épouse d'Antonio Caccialupi, pour décorer sa chapelle dans l’église de San Salvatore in Lauro, église nationale des Marchisans à Rome.
Le contrat mentionnait à la fois « Francesco de Mazola de Parma » et un « Pietro » du même nom, identifiable à son oncle Pier Ilario Mazzola . La forme inhabituellement haute et étroite de la table est due au fait qu'elle devait être au centre d'un triptyque, dont les ailes, jamais réalisées, devaient représenter l' Immaculée Conception, à laquelle la chapelle était dédiée, et les Saints Joachim et Anne . On ne sait pas quelles parties Parmigianino aurait dû peindre et lesquelles son oncle.
Le panneau est cité par Vasari comme étant celui sur lequel travaillait le peintre au moment du sac de Rome en mai 1527, les travaux étant brusquement interrompus par l'arrivée des Lanzichenecchi . Vasari décrit comment Parmigianino a tardé à fuir et comment, surpris par les soldats allemands alors qu'il travaillait, a été épargné par ces mêmes soldats grâce à la beauté de l'œuvre qu'il était en train de réaliser. Après leur avoir payé une prime en aquarelles et en dessins, il fut alors menacé par d'autres troupes, s'enfuyant aussitôt, tandis que Pier Ilario reste quelques jours en ville pour cacher le tableau dans le réfectoire de Santa Maria della Pace.

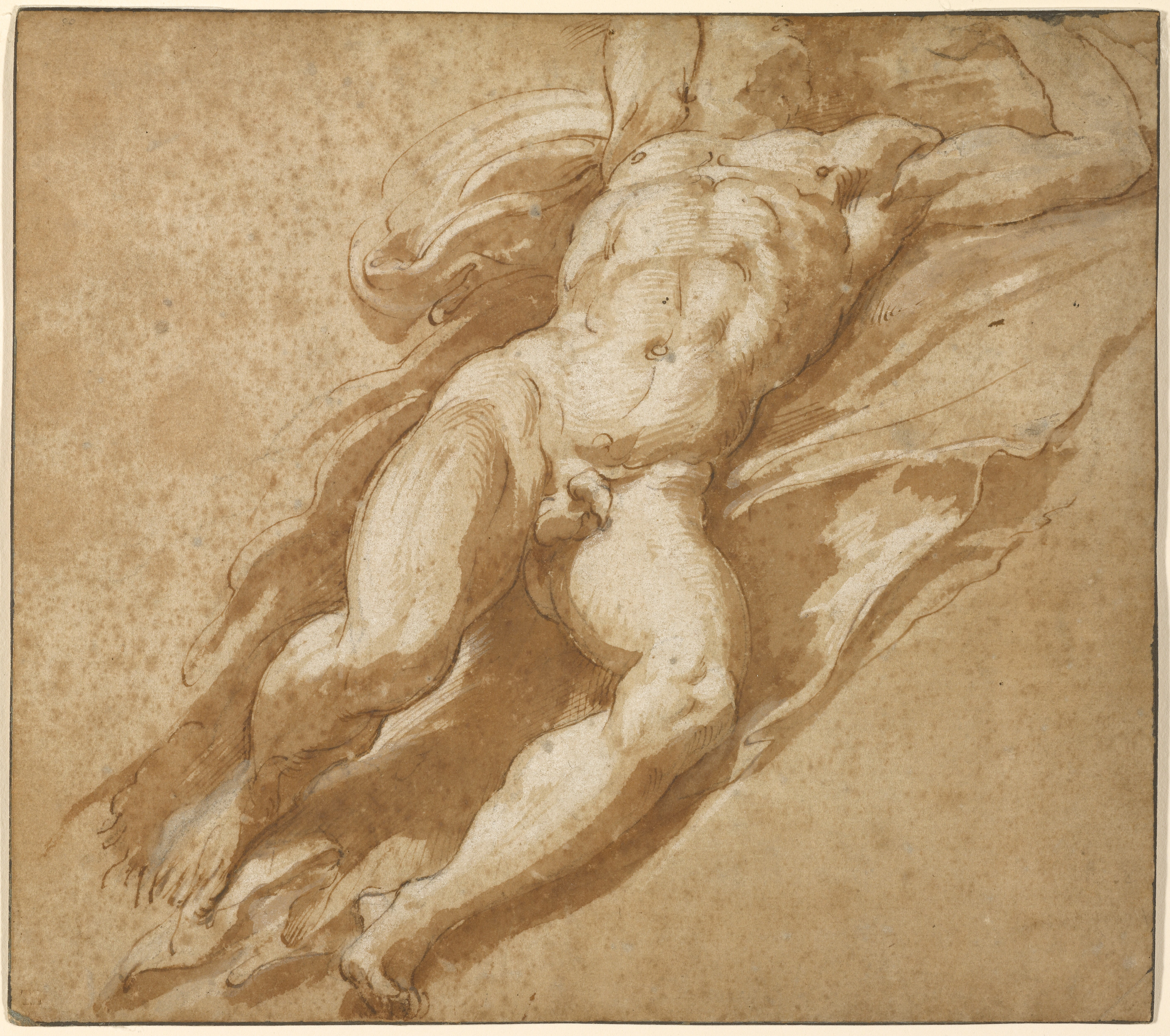
Étude de figure pour la Vision de saint Jérôme, Getty Center

Parmigianino n'est jamais revenu dans la Ville éternelle, le travail n'a donc été achevé que dans le panneau central. En 1558 , les Bufalini décidèrent de le déplacer dans leur chapelle de Sant'Agostino in Città di Castello et de là le peintre anglais James Durno l' acheta en 1790. Transféré en Angleterre, il fut vendu au marquis d'Albercorn pour 1 500 guinées. Il passa ensuite à MM. Dawis et Taylor, puis au révérend Holwell Carr, qui en 1826 le donna au musée de Londres.
Diverses études préparatoires sont connues, au musée Condé de Chantilly  (132 recto et verso), au British Museum (1882-8-12-448 recto et verso) et d'autres feuilles mineures dans d'autres collections (une vingtaine en tout), qui témoignent de la longue recherche d'une solution de composition satisfaisante. Un dessin de la Galerie Nationale de Parme, bien qu'étant une simple esquisse, est celui qui se rapproche le plus de la version finale, qui bouleverse néanmoins la composition, conçue horizontalement plutôt que verticalement.

## Descriptif et style

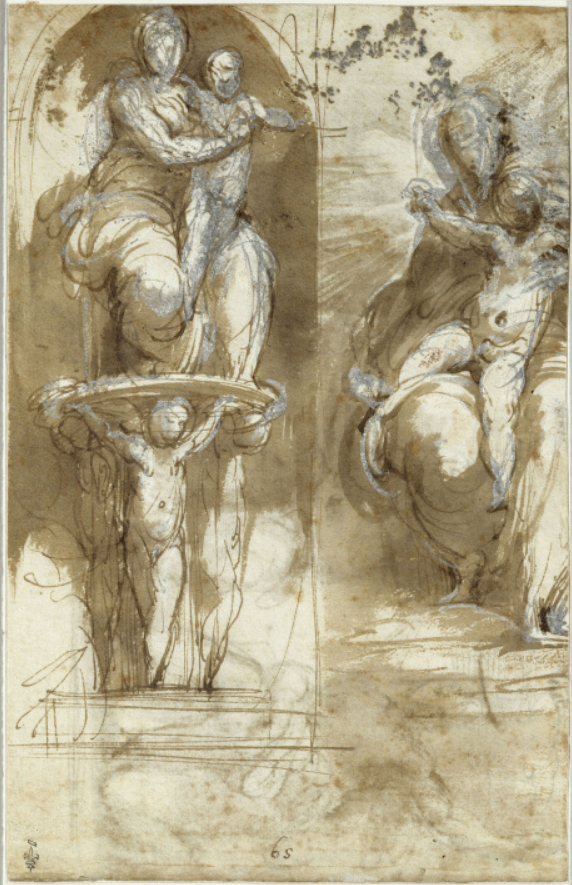
Deux études de la Vierge à l'Enfant, Musée Condé

Vasari a décrit l'œuvre comme suit : « une Notre-Dame en l'air lisant a un Enfant entre ses jambes, et au sol avec une extraordinaire et belle attitude agenouillée avec un pied, il a fait un Saint Jean qui, tordant son torse, mentionne l'Enfant-Christ, et, reposant à terre, un saint Jérôme est endormi en pénitence ».
En effet, le tableau est divisé en deux registres superposés, l'un au sol où saint Jérôme dormait près du crucifix (reconnaissable par l'incontournable chapeau de cardinal abandonné au sol près d'un crâne) les vêtements, la longue croix et la vasque baptismale attachée à la ceinture), au premier plan qui, dans son geste le plus typique de Précurseur, désigne l'Enfant, représenté dans la moitié supérieure, moitié céleste, tandis qu'il glisse des jambes de sa mère, une éblouissante Vierge sise sur un rayon de lune et de nuages, éclairée par derrière d’une flamboyante lumière divine, inspirée des visions du Corrège . La composition s'installe ainsi sur des plans verticaux en succession rapide, sans intérêt à définir un espace géométriquement mesurable, mais qui, au contraire, apparaît sans scrupule contre nature et vertigineux.

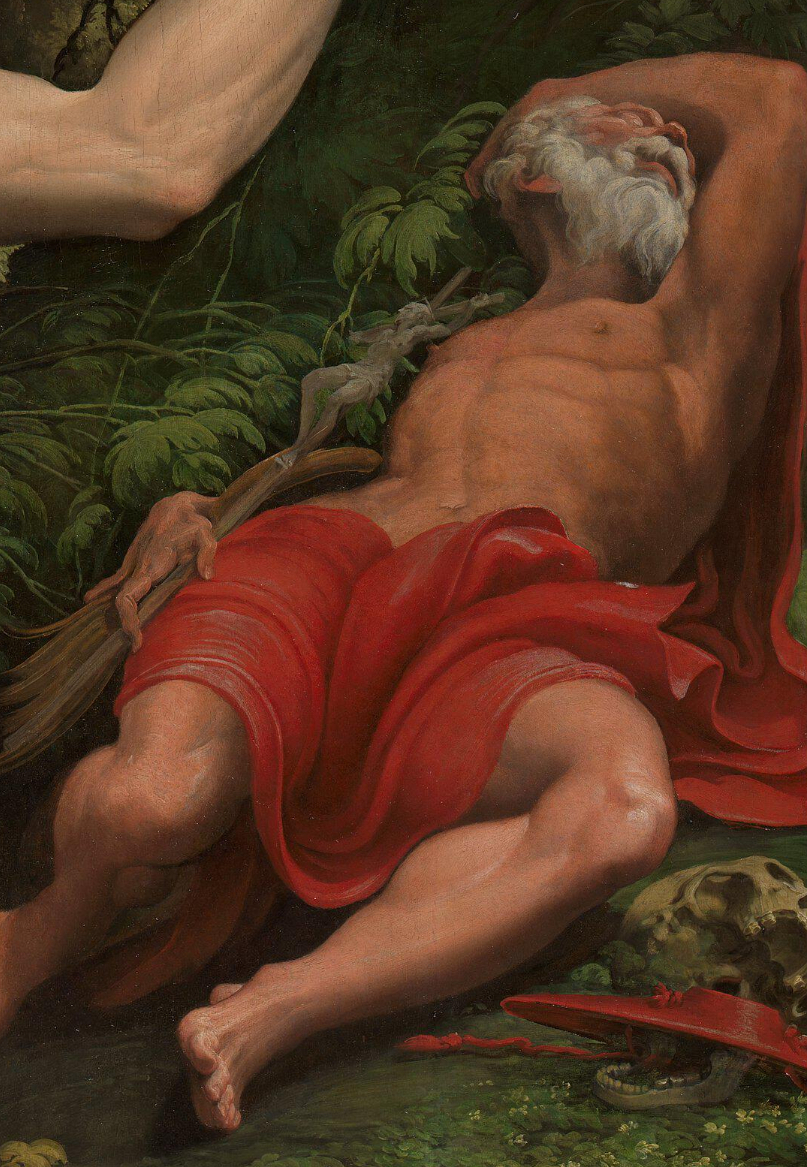
Saint Jérôme, détail

La Madone montre l'influence de Raphaël dans la pose et dans la relation lâche avec son fils ( Madonna di Foligno, qui à l'époque était visible à Rome), ainsi que dans la palette chromatique, enrichie de tons intenses et irisés. La figure de Jean-Baptiste, qui au premier plan regarde vers le spectateur et effectue une torsion élégante pour indiquer l'épiphanie divine derrière lui, rappelle également les figures solennelles de Michel-Ange, à la musculature accentuée et aux poses complexes. La même pose de l'Enfant, s'éloignant de Marie, citait la Madone de Bruges du même Michel-Ange, œuvre que peu avaient vue en personne, connue peut-être par des dessins ou par des citations de Raphaël dans la Madonna del Cardellino . Le bras levé du saint Jérôme endormi s’inspire en revanche des œuvres du Corrège de la Vénus et Cupidon espionné par un satyre ou de son Saint Roch dans la Madonna di San Sebastiano .
De nombreux détails sont de véritables bijoux de virtuosité, de la croix de roseau de saint Jean-Baptiste, jamais aussi réaliste avant lui, à la peau tachetée qui la recouvre, du sous-bois près du saint Jérôme endormi, aux reflets irisés dans la robe soyeuse de la poitrine de Marie, peut-être jamais de mémoire sculpturale depuis les statues antiques d'inspiration hellénistique. Extraordinaire est par ailleurs l'Enfant nu au centre, plus adulte que le veut la tradition. Posé de manière ludique en gambadant, ce dernier commence à descendre du ventre de sa mère pour se projeter vers le spectateur vers lequel son regard est tourné. D'une main il tient un livret ouvert sur le genou de Marie, de l’autre, il touche ses cheveux appuyée sur son coude, non loin de l'endroit où Marie lui tend négligemment la palme du martyre, enfermée dans une pensée mélancolique. Ce sont des positions raffinées et presque artificielles d'une élégance aristocratique.
Très original est l'effet de verticalité, qui, du Baptiste, par son geste, se transmet au visage de la Vierge. Il est contrasté par diverses percées en profondeur, à travers l'utilisation de vues audacieuses, comme le corps de Jérôme ou l'Enfant lui-même. Parmigianino a probablement voulu émerveiller l'environnement romain avec une œuvre effrontée et innovante, qui a réélabore les conceptions picturales des plus grands maîtres alors actifs dans la ville.